# Richard Burke (8e comte de Clanricard)
Pour les articles homonymes, voir Richard Burke et Burke.
Richard ou Ricard Burke, (mort en 1709) est un pair irlandais et le 8e Comte de Clanricard  de 1687 à 1709.

## Origine
Richard Burke est le fils aîné de  William Burke (7e comte de Clanricard) et de sa première épouse Lettice Shirley. Sa demi-sœur cadette Honora Burke avait épousé  Patrick Sarsfield.

## Biographie
Richard Burke semble avoir été le premier membre de sa famille à se conformer au protestantisme, comme Charles II l'écrit à son père pour le féliciter  d'« être bien instruit dans la religion protestante telle qu'elle est établie, ayant abandonné celle de Rome qui a toujours été jalouse de la couronne »  Il est fait baron de  Dunkellin en 1680. Il succède à son père William Burke (7e comte de Clanricard) en 1687.  Richard Burke, commande un régiment d’infanterie pendant la Guerre de Guillaume III en Irlande (en) mais il  capitule et rend la cité de  Galway en juillet 1690. Il est nommé Custos Rotulorum du Comté de Galway (en). Alors que son frère, Ulick Burke, 1er vicomte Galway, commande un régiment de fantassins lors de la  bataille d'Aughrim où il est tué à l'âge de 22 ans. Richard Burke meurt en 1709 et il a comme successeur son frère John Burke (9e comte de Clanricard).

## Union et succession
Richard Burke contacte trois unions : dont avec Anne Cheeke, Comtesse douairière de Warwick puis Bridget Dillon, fille de  Henry, 8e Vicomte Dillon.

## Sources
- (en) T.W Moody, F.X. Martin et F.J. Byrne, A New History of Ireland IX Maps, Genealogies, Lists. A companion to Irish History part II, Oxford, Oxford University Press, 2011, 690 p. (ISBN 978-0-19-959306-4).